# Upside Down (Paloma Faith)
Upside Down è un singolo di Paloma Faith del 2009, estratto dal suo album di debutto Do You Want the Truth or Something Beautiful?

## Video
Il video è stato pubblicato il 21 ottobre 2010 sul canale VEVO della cantante.

## Tracce
- Download digitale[3]

1. Upside Down – 3:11
2. Technicolour – 3:00

- Digital EP[4]

1. Upside Down – 3:11
2. Upside Down (Cahill Club Remix) – 6:10
3. Upside Down (Widower Remix) – 4:53
4. Upside Down (DC Breaks Remix) – 6:57

## Classifica
| Classifica (2010)      | Posizione raggiunta |
| ---------------------- | ------------------- |
| Official Singles Chart | 55                  |

1. ↑   bpi.co.uk,  https://www.bpi.co.uk/brit-certified/.
2. ↑  Video di Upside Down su YouTube
3. ↑  Upside Down - Single su iTunes
4. ↑  Upside Down - EP su iTunes
5. ↑   Paloma Faith, su theofficialcharts.com, Official Charts Company. URL consultato il 1º gennaio 2013 (archiviato dall'url originale il 9 agosto 2011).